# Crisis de octubre
Se conoce como la Crisis de octubre a un período reciente de la historia de Canadá, marcado por una serie de acontecimientos provocados por dos secuestros que se produjeron en Quebec, durante el mes de octubre de 1970. El asunto concluyó con una breve declaración de la ley marcial bajo las condiciones de la Ley de Medidas de Guerra (War Measures Act).

## Antecedentes
Como preludio de los acontecimientos, desde 1963, terroristas autodenominados Frente de Liberación de Quebec (Front de libération du Québec) (FLQ) habían cometido más de 200 delitos de carácter violento, incluyendo la colocación de numerosas bombas que acabaron con la vida de varias personas, una de las cuales explotó en la Bolsa de Comercio de Montreal el 13 de febrero de 1969 ocasionando 27 heridos. Además, robaron varias toneladas de dinamita de depósitos militares e industriales. Advirtieron de su planes de provocar mayor caos a través de su órgano de expresión: La Cognée. Estos terroristas se financiaban mediante asaltos a oficinas bancarias. 
En 1970, 23 miembros del FLQ estaban en prisión, incluyendo cuatro reclusos por delitos de sangre. El 26 de febrero de 1970 dos hombres fueron detenidos en Montreal cuando se disponían a secuestrar al cónsul israelí. En junio la policía descubrió una vivienda con armas en la que se planeaba secuestrar al cónsul estadounidense.

## La crisis
- 5 de octubre - Montreal: El agregado comercial británico, James Cross es secuestrado por miembros de la "Célula de liberación" del FLQ. A esto siguió un comunicado a las autoridades que contenía las demandas de los secuestradores, que incluían la puesta en libertad de varios integrantes de la organización y la difusión del "Manifiesto del FLQ". Los términos de la nota de rescate eran los mismos que los que se encontraban en la nota descubierta en junio para el planeado secuestro del cónsul estadounidense. En aquel momento, la policía no vinculó ambos.
- 10 de octubre - Montreal: El vicepremier de Quebec y ministro de trabajo Pierre Laporte es secuestrado por miembros de la "célula Chenier" del FLQ;
- 15 de octubre - Quebec City - El Gobierno de Quebec requiere los servicios del Ejército de Canadá invocando la Ley de Defensa Nacional. Los tres partidos de la oposición, incluido el Parti Québécois apoyan la decisión en la Asamblea Nacional.
- 16 de octubre - El premier de Quebec, Robert Bourassa (Partido Liberal de Quebec), requiere formalmente al Gobierno Federal de Ottawa para que declare el estado de insurrección (apprehended insurrection) y aplique la ley marcial bajo las disposiciones del Ley de Medidas de Guerra. (La Ciudad de Montreal ya lo había solicitado el día anterior.) La ley marcial entró en vigor a las 4:00 a. m.
- 17 de octubre - Montreal: La "célula Chenier" del FLQ anuncia que el rehén Pierre Laporte ha sido ejecutado. Tras estrangularlo, abandonaron su cadáver en el maletero de un coche en una zona de arbustos próxima al aeropuerto de San Huberto (Saint-Hubert Airport), a varios kilómetros de Montreal. El comunicado a la policía reivindicando el asesinato se refería despectivamente al ministro como "Ministro de desempleo y asimilación". En el comunicado emitido por la "célula Liberation" que retenía a James Cross, sus secuestradores declaraban que suspendían indefinidamente la sentencia de muerte contra el mismo, y que no lo liberarían hasta que sus exigencias fueran satisfechas y que sería ejecutado si la "policía fascista" los descubría y trataba de intervenir.
- 6 de noviembre - La policía encuentra el escondrijo de la célula Chenier del FLQ. Aunque tres miembros consiguen escapar, Bernard Lortie fue arrestado y acusado del secuestro y asesinato de Pierre Laporte.
- 3 de diciembre - Montreal: Tras permanecer secuestrado durante 60 días, el agregado comercial británico, James Cross, es liberado por los terroristas de la célula Liberation del FLQ, tras negociaciones con la policía. Simultáneamente, el gobierno de Canadá deporta a los cinco terroristas a Cuba, con el acuerdo de Fidel Castro. Uno de ellos ya había sido detenido por el plan de secuestrar al cónsul israelí.
- 27 de diciembre - Saint-Luc, Quebec: Los tres miembros restantes de la célula Chenier Cell son arrestados en una granja. Fueron acusados del secuestro y asesinato de Pierre Laporte.

## Consecuencias
Pierre Laporte fue encontrado muerto, mientras que James Cross fue liberado tras 60 días, como resultado de las negociaciones con los secuestradores, que solicitaron ser exiliados en Cuba en lugar de afrontar el correspondiente juicio en Quebec. Los miembros de la célula responsable de la muerte de Laporte fueron arrestados y acusados de secuestro y asesinato.
Este incidente supuso el mayor ataque terrorista en territorio canadiense y la respuesta de los gobiernos federal y provincial todavía provoca controversia. Sin embargo, en aquel momento, las encuestas en Quebec mostraron un apoyo abrumador a la aplicación de la War Measures Act. Algunos críticos, entre los que destacaba Tommy Douglas y varios miembros del New Democratic Party creyeron que el primer ministro Trudeau se excedía al utilizar el Ley de Medidas de Guerra para suspender las libertades civiles, y que el precedente sentado por este incidente era peligroso. El tamaño de la organización del FLQ y el número de simpatizantes que tenía entre la población se desconocía. Sin embargo, en su manifiesto, los terroristas del FLQ declaraban: 
- "El próximo año Bourassa (el Premier, Robert Bourassa) tendrá que hacer frente a la realidad; 100.000 obreros revolucionarios, armados y organizados."

A la vista de esta declaración y de más de una década de bombas y de comunicados, se creía que el FLQ era una poderosa organización extendida secretamente a lo largo de todos los sectores de la sociedad, y en consecuencia las autoridades actuaron de modo significativo.
Los defensores de las duras medidas del gobierno siguen manteniendo que no ha habido incidentes terroristas equivalentes desde 1970 debido a la vigorosa respuesta gubernamental. Por otra parte, existe un consenso aún mayor sobre la idea de que los quebequeses encontraban al terrorismo repugnante e innecesario. Aquellos que desean la independencia se convencieron de que puede y debe obtenerse a través del proceso democrático. Aquellos que están contra la independencia, tanto en Quebec como en el resto de Canadá, recibieron un shock traumático y tuvieron que hacer un esfuerzo considerable para suavizar las diferencias entre Quebec y Canadá, admitiendo que si Quebec realmente quiere ser independiente, esa voluntad no puede ser detenida por la fuerza. Existe un consenso entre todas las facciones del Canadá respecto de que las diferencias deben ser resueltas democráticamente.
Por supuesto, los acontecimientos de octubre de 1970 contribuyeron a la pérdida de apoyos del ala violenta del movimiento secesionista de Quebec, y amplió los de aquellos que querían obtener la independencia por medios pacíficos, incluido el apoyo al secesionista Parti Québécois, que alcanzó el poder en la provincia en 1976. 
El director de cine quebequés Pierre Falardeau rodó en 1994 la película Octobre sobre la crisis de octubre, basándose en un libro de Francis Simard. También se produjo una miniserie de ocho episodios sobre algunos de los incidentes de la crisis de octubre, titulada October 1970, la cual se estrenó el 10 de septiembre de 2006.